# Расселл, Пол Фицпатрик
Пол Фицпатрик Расселл (англ. Paul Fitzpatrick Russell; род. 2 мая 1959, Гринфилд, Массачусетс, США) — американский прелат и ватиканский дипломат. Титулярный архиепископ Нови с 19 марта 2016. Апостольский нунций в Турции и Туркмении с 19 марта 2016 по 2 февраля 2022. Апостольский нунций в Азербайджане с 7 апреля 2018 по 2 февраля 2022. Вспомогательный епископ Детройта с 23 мая 2022.